# Belco Bah
Belco Bah (* 1958; † 21. April 2020 in Mali) war ein malischer Politiker (UM-RDA). Er war von 2014 bis zu seinem Tod Abgeordneter in der malischen Nationalversammlung.
Bah gehörte der Union Malienne du Rassemblement Démocratique Africain (UM-RDA) an und wurde 2013 für diese im Wahlbezirk Niono in die Nationalversammlung gewählt. 2014 erfolgte sein Amtsantritt. Er war damit einer von zwei Abgeordneten seiner Partei in der Nationalversammlung. Als Abgeordneter gehörte er dem Verteidigungsausschuss an. Bei den nächsten Wahlen 2020 kandidierte er erneut, unterlag jedoch in der ersten Runde der Wahlen am 29. März dem Kandidaten der Alliance Démocratique pour la Paix (ADP-Maliba), Diadié Bah.
Bah war ebenfalls in der Assemblée parlementaire de la francophonie aktiv und fungierte dort als Vizepräsident in der commission politique.
Während der COVID-19-Pandemie in Mali erkrankte Bah an einer SARS-CoV-2-Infektion und verstarb am 21. April 2020 an dieser. 